# Gianpiero Lambiase
Gianpiero Lambiase, parfois surnommé GP, né le 14 octobre 1980 à Londres, est un ingénieur de Formule 1. Depuis 2016, il est l'ingénieur de course (en) de Max Verstappen, quadruple champion du monde de la discipline.

## Biographie
Gianpiero Lambiase, né en Angleterre le 14 octobre 1980 de parents italiens, possède la double nationalité italo-britannique,. Jeune, il supporte le club de football londonien de Chelsea FC ; et il est également le batteur de Torperstate, un groupe musical finaliste des MTV Unsigned Band Awards de 2003. En 2002, il est diplômé de l'University College de Londres en tant qu'ingénieur mécanique,.
En 2005, il commence sa carrière en Formule 1 chez Jordan Grand Prix, où il reste dix ans et traverse les divers renommages de l'écurie (Midland, Spyker puis Force India). Durant cette période, il travaille avec Giancarlo Fisichella (2008 et 2009), Vitantonio Liuzzi (2010), Paul di Resta (2011-2013) puis Sergio Pérez (2014),,.
En 2015, il rejoint Red Bull Racing où il collabore avec Daniil Kvyat pendant 23 Grands Prix avant que le Russe ne soit remplacé par Max Verstappen,,. En 2021, Verstappen remporte son premier titre de champion du monde avec Lambiase comme ingénieur de course.
En 2022, il devient Head of race engineering chez Red Bull puis, en 2024 en raison du départ du directeur sportif de Red Bull Jonathan Wheatley, il hérite de certaines de ses responsabilités,.